# Selene

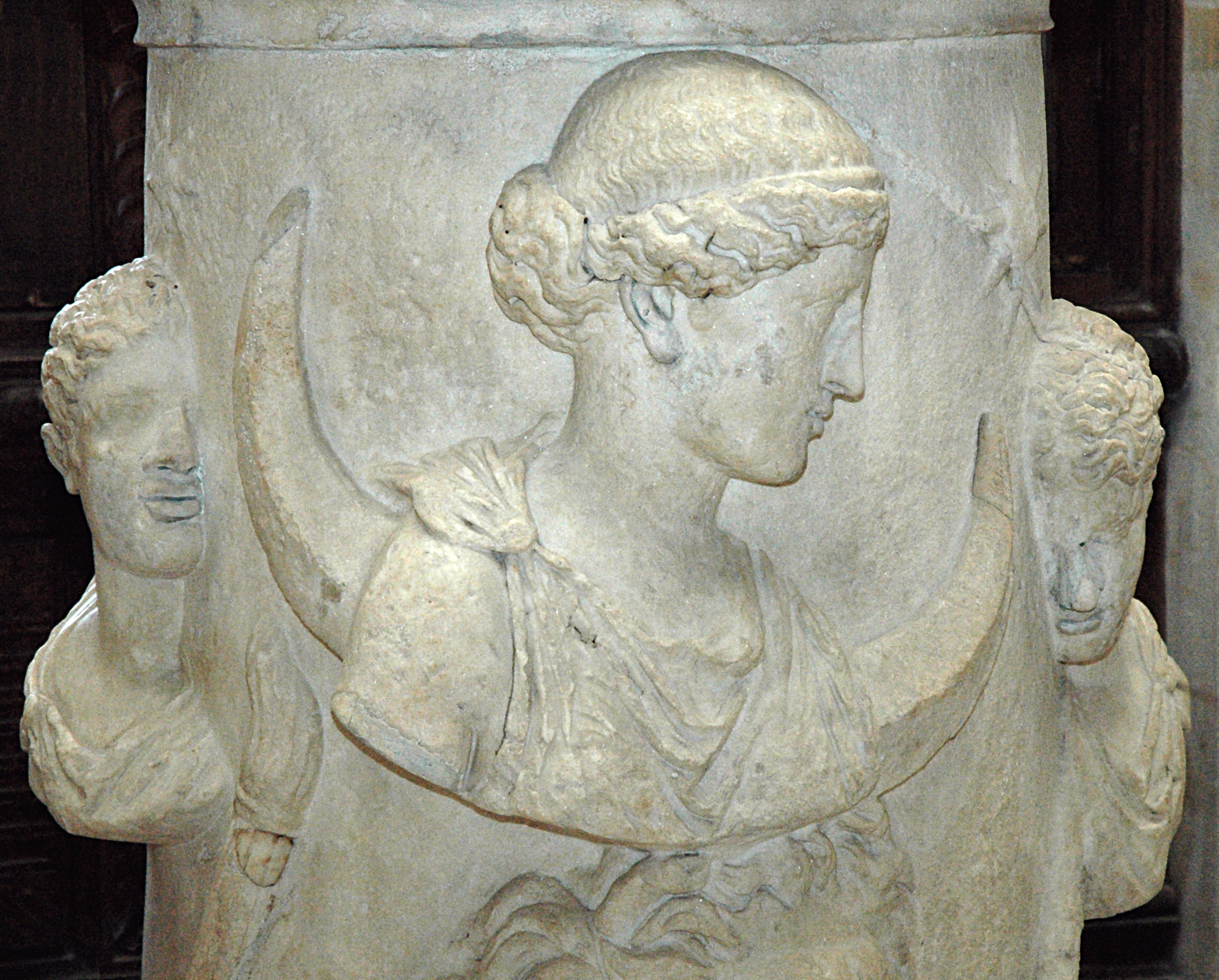
Selene, Hesperos și Phosphoros
(Muzeul Luvru, Paris)

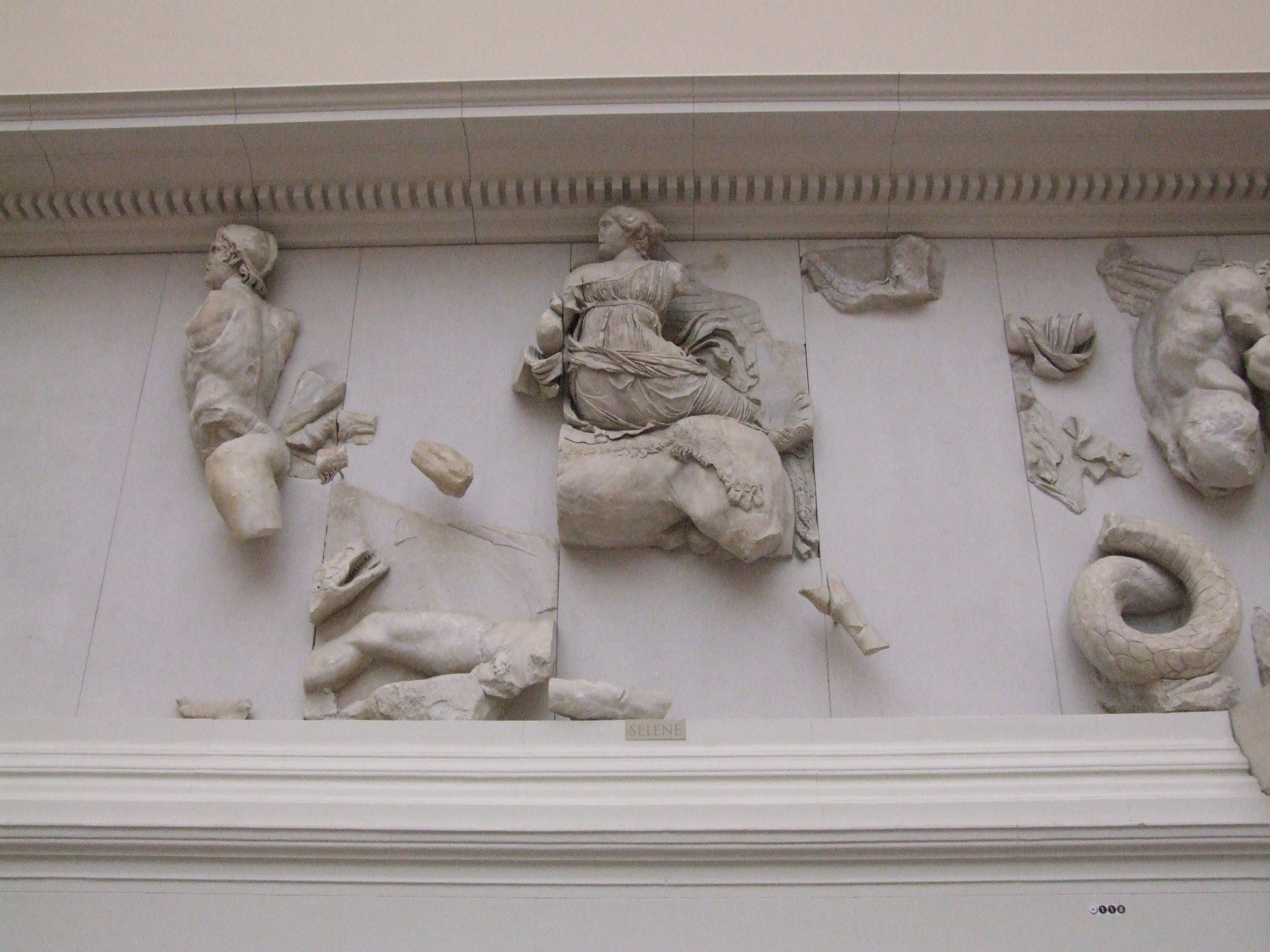
Selene
Pergamonmuseum, Berlin

Selena (sau Selene) a fost în mitologia greacă zeița și personificarea Lunii, identificată mai târziu cu zeița greacă Artemis. Era înfățișată ca o femeie strălucitor de frumoasă, purtată printre nouri într-un car de argint. Zeiță a lunii, este cunoscută pentru numeroasele sale aventuri amoroase. Cel mai faimos dintre iubiții săi este ciobanul Endymion. Alte aventuri ale Selenei îi includ pe Zeus, care i-a dăruit trei fiice, și Pan, care i-a dat o turmă de boi albi. Unele surse povestesc că leul nemean, care a căzut pe pământ din lună, este rezultatul dragostei dintre Zeus și Selene. A fost implicată în multe legături amoroase, dar nu la fel de multe ca sora sa, Eos, zorii zilei.

## Etimologia numelui
„SOCRATE Acest nume s-ar zice că-l încurcă pe Anaxagoras.
HERMOGENES Cum așa?
SOCRATE Deoarece pare să indice drept o teorie mai veche, cea recentă dată de filosof, cum că Luna își ia lumina de la Soare
HERMOGENES Cum asta?
SOCRATE Selas (strălucire) și phos (lumină) înseamnă de fapt același lucru.
HERMOGENES Da.
SOCRATE Într-un fel, și nouă și veche este această lumină a Lunii tot timpul, dacă discipolii lui Anaxagoras au dreptate• Căci Soarele, rotindu-se întruna în jurul Lunii, azvîrlă asupra ei o lumină mereu "nouă", pe cînd cea de luna trecută e "veche".
HERMOGENES De bună seamă.
SOCRATE Or, mulți oameni îi spun selanaia.
HERMOGENES Firește.
SOCRATE De vreme ce lumina ei (selas) e mereu (aei ) nouă (neon) și veche (henon) , selaenoneodeia ar fi cel mai potrivit nume. Prin contragere însă, i s-a spus selanaia.
HERMOGENES Îmi sună cam ditirambic numele, Socrate. Dar despre Lună și astre ce ai de spus?
SOCRATE Luna (meis) de la meio usthai (a micșora) ar fi numită meies în chip potrivit.”

## Atribute
Seamănă cu o femeie tânără, cu o față extrem de albă, care călătorește într-o caleașcă de argint, trasă de doi cai. Este de multe ori înfățișată călărind pe un cal sau pe un taur. Despre Selene se spune că poartă robe, poartă o torță și poartă o semilună pe cap. Nu a fost unul dintre cei 12 zei ai Olimpului, dar este zeița lunii. După ce fratele ei își termină călătoria de-a lungul cerului, ea o începe pe a ei. Înainte de călătorie, ea se îmbăiază în mare.

## Mituri
Părinții Selenei sunt titanul Hyperion, zeul-soare, și Theia, sora lui Helios. Unele surse spun că este fiica titanului Pallas, sau Helios, sau Zeus. Helius, care este zeul soare, la fel ca și tatăl său, Helios, este fratele Selenei. Eos, zorii zilei, care este faimoasă pentru numeroasele sale aventuri amoroase, este sora Selenei.
Seducerea lui Endymion este idila care îi aduce Selenei cea mai mare parte din faima sa. S-a îndrăgostit de ciobanul Endymion și l-a sedus în timp ce acesta dormea într-o peșteră. Unele versiuni spun că Endymion era rege, sau vânător, și nu cioban. Din dragostea celor doi s-au născut 50 de fiice, dintre care una era Naxos. Deoarece Selene nu era profund îndrăgostită de Endymion, ea l-a rugat pe Zeus să îl lase pe el singur să își decidă soarta. Zeus i-a aprobat Selenei cererea, iar Endymion a ales să nu îmbătrânească niciodată și să doarmă pentru totdeauna. Chiar și așa, somnul etern al lui Endymion nu a împiedicat-o pe Selene să îi nască fiicele. Endymion era vizitat de către Selene în fiecare noapte și sărutat de razele ei de lumină.
Selene este favorita multor poeți, în special celor romantici. O noapte luminată de lună trezește sentimentele romantice. Se spune că razele de lumină ale Selenei cad peste muritorii care dorm, iar săruturile ei cad peste dragostea sa, Endymion.